# 1937-es finn labdarúgó-bajnokság (első osztály)
Az 1937-es finn labdarúgó-bajnokság (Mestaruussarja) a finn  labdarúgó-bajnokság legmagasabb osztályának nyolcadik alkalommal megrendezett bajnoki éve volt. A pontvadászat 8 csapat részvételével zajlott. A bajnokságot a HIFK Helsinki csapata nyerte.

## Bajnokság végeredménye
| # | Csapat            | M  | Gy | D | V  | RG | KG | Pont |
| - | ----------------- | -- | -- | - | -- | -- | -- | ---- |
| 1 | HIFK Helsinki (B) | 14 | 8  | 5 | 1  | 48 | 16 | 21   |
| 2 | HJK Helsinki      | 14 | 8  | 4 | 2  | 58 | 24 | 20   |
| 3 | Sudet Viipuri     | 14 | 5  | 6 | 3  | 33 | 27 | 16   |
| 4 | HPS Helsinki      | 14 | 5  | 5 | 4  | 30 | 25 | 15   |
| 5 | HT Helsinki       | 14 | 6  | 3 | 5  | 30 | 34 | 15   |
| 6 | TPS Turku         | 14 | 5  | 4 | 5  | 32 | 35 | 14   |
| 7 | VIFK Vaasa (K)    | 14 | 2  | 4 | 8  | 22 | 49 | 8    |
| 8 | UL Turku (K)      | 14 | 1  | 1 | 12 | 12 | 55 | 3    |

## Külső hivatkozások
- Hivatalos honlap (finnül)
- Finnország – Az első osztály tabelláinak listája az RSSSF-en (angolul)